# Сладкое мясо

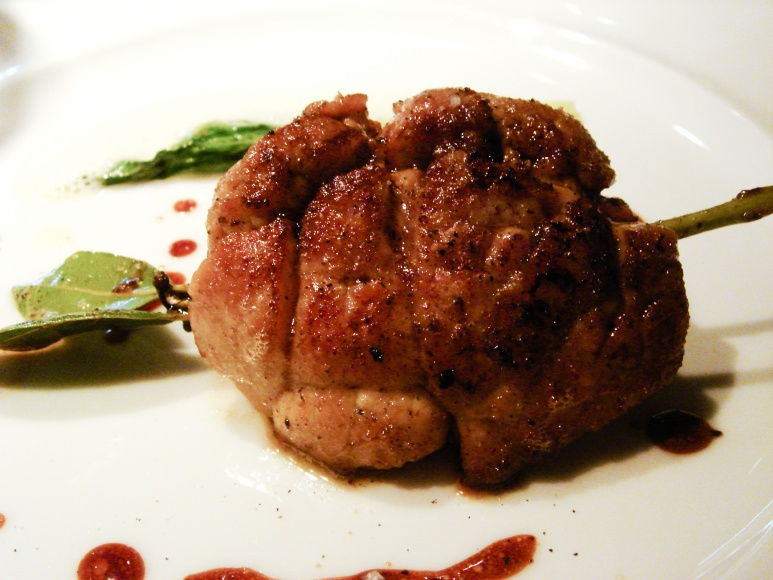
Сладкое мясо телёнка

Сладкое мясо (пикальное мясо) — кулинарное название желёз внутренней секреции телёнка, реже ягнёнка, иногда коровы или свиньи. К сладкому мясу относятся тимус (зобная железа или шейное сладкое мясо), гланды (глоточное сладкое мясо), околоушная железа (щёчное сладкое мясо), подъязычная железа (язычное сладкое мясо), поджелудочная железа (брюшное сладкое мясо), яичники. Блюда из желёз считаются деликатесом. В России XIX века сладкое мясо, иначе «телячьи моло́ки», было обычным блюдом .
- Белки, % — 12—33
- Жиры, % — 3—23
- Холестерин, мг — 220—500
- Железо, мг — 1—2
- Фолаты, мг — 3

Чаще других в кулинарии используют телячью зобную железу, отличающуюся тонким сладковатым вкусом, напоминающим свежий хлеб. Железа является настоящим деликатесом: по мере того, как животное взрослеет, железа атрофируется и исчезает, а самое нежное и вкусное сладкое мясо бывает у самых молодых, молочных животных.
Готовить сладкое мясо нужно сразу после покупки, так как оно быстро портится. При приготовлении же́лезы замачивают в солёной воде на 8 часов, периодически меняя воду, чтобы удалить из железы остатки крови, которая может испортить белый цвет и исказить вкус. Иногда железы вымачивают в молоке. Мясо ошпаривают кипятком, для отбеливания иногда добавляют в кипяток лимонный сок. Затем погружают в ледяную воду, чтобы сохранить упругость тканей. После этого наружная оболочка удаляется. Охлаждённые железы готовят как самостоятельное блюдо или используют при приготовлении смешанных блюд.
Сладкое мясо жарят в панировке, томят, используют для фарширования и приготовления паштетов, бутербродов, соусов, рагу. Из-за белого цвета и нежной текстуры сладкое мясо рекомендуют для диетического питания больных и выздоравливающих. Сладкое мясо, приготовленное на гриле, входит в блюда национальных кухонь.

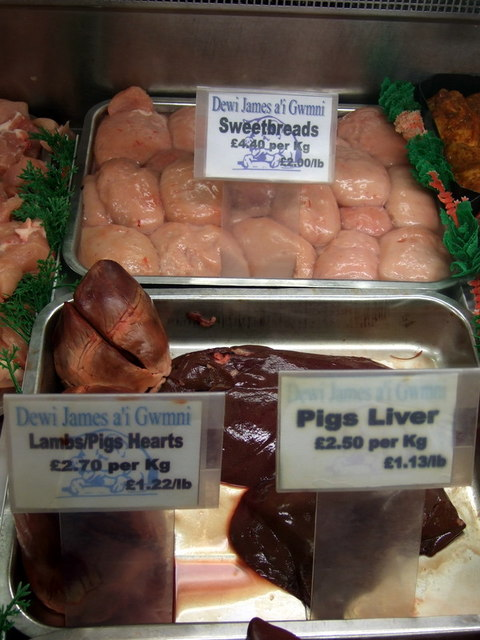
Сладкое мясо на прилавке магазина
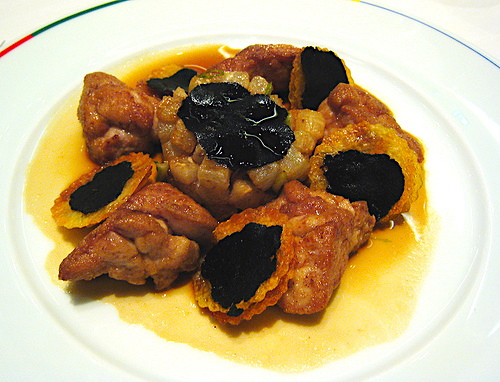
Жареное сладкое мясо
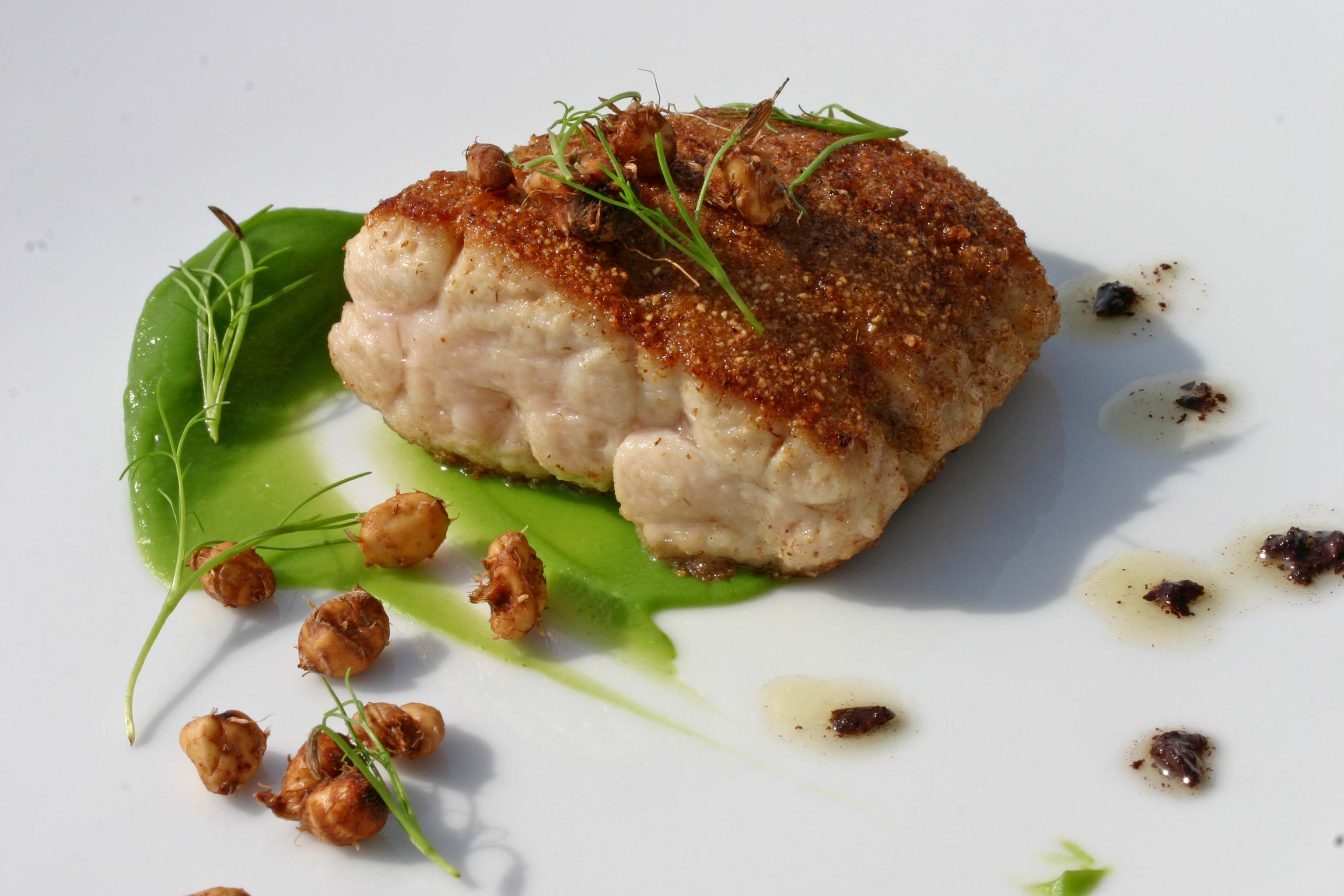
Сладкое мясо в панировке с соусом из брокколи